# 정준 (헤어 디자이너)
정 준(Jung, Jun, 한국어명; 1971년 1월 26일 ~ )은 대한민국 강원도 출신의 청담동 토탈 뷰티살롱  포레스타 청담동 본점 원장이다. 지난 2011-2015 라뷰티코아 도산점 대표원장을 역임 이화여대 평생교육원 출강을 비롯해 예술고등학교 미술교과서에 이름이 등재되어 있다. 엠넷의 서바이벌 방송프로그램 프로듀스 101의 헤어 ㆍ뷰티 디렉터인 헤어디자이너 & 뷰티마스터 디렉터이다.

## 수상
- 2015 제2회 LMBA 스타 시상식(LMBA STAR Awards) 한류뷰티&헤어부문 수상
- 2015 제5회 한류문화대상 뷰티부문/헤어&뷰티마스터

## 활동

### 주요 메이크오버 디렉터 활동
- 2016~2017 프로듀스101 헤어디자이너

& 뷰티마스터로 활동
- 2016 METROCITY S/S 트렌드
- M_net  슈퍼스타K 시즌3,4 메이크오버 뷰티 총괄디렉터
- M_net  댄싱9 시즌1,2,3 뷰티마스터 총괄디렉터
- 2014 METROCITY S/S 트렌드, F/W 트렌드 총괄 디렉터
- 2012~2014 서울콜렉션 Hair 디렉터
- M_net  보이스코리아 시즌1,2 뷰티마스터 총괄디렉터
- XTM  옴므4.0 Get It 그루밍 헤어 메이크오버 디렉터 출연
- 현  교육과학기술부 예술고등학교 미술교과서에 헤어디자이너로 등재
- 2014.4월  이화여대 평생교육원 뷰티 클래스 강의
- SBS  생방송 플러스원 스타를 만드는 사람들 고정 MC 출연
- KBS2  당신의 6시 MC 줌마투어 메이크오버 고정 MC 출연
- SBS  뷰티솔루션 이브의 멘토 정진영 헤어디렉터 고정 MC 출연
- 패션TV   스타의 데이트 고정출연외 방송인터부 다수
- 에스클래스 샴푸,토너 홈쇼핑런칭
- 로레알 오프닝 쇼 디렉터
- 웰라 싱가폴 아시아트렌드쇼
- 웰라 Fall Winter 미스틱 골드 연출

### 방송/드라마
- MBC  명랑히어로 이경규 헤어스타일링
- MBC  하얀거탑 김명민 헤어 스타일링
- MBC  도전 예의지왕 이경규 헤어 스타일링
- KBS  꽃 피는 봄이 오면 이하나 헤어 스타일링
- MBC  도로시를 찾아라 김영호 헤어 스타일링
- SBS  불량가족 김명민 헤어 스타일링
- SBS  연애시대 이하나 헤어 디렉터
- MBC  일요일 일요일 밤에 MC 이경규 헤어 디렉터
- MBC  느낌표 MC 서경석 헤어 디렉터
- SBS  한밤의 TV 연예 MC 서경석 헤어 디렉터
- SBS  그것이 알고 싶다 정진영 헤어 연출 (2005)
- MBC  귀여운 여인 장신영 헤어연출(2004)
- KBS  낭랑 18세 이다해 헤어연출(2004)
- KBS  수목드라마 두번째 프로포즈 김영호 헤어연출(2004)
- SBS  야인시대 이정재 (김영춘역) HAIR 스타일링 담당
- MBC  전파견문록 MC 이경규  HAIR 스타일링 담당
- MBC every1  복불복쇼 이경규  헤어 스타일링영화
- MBC every1  골프의 신 이경규  헤어 스타일링
- SBS  힐링캠프 이경규 헤어 스타일링
- KBS  나는 남자다 허경환 헤어 스타일링
- KBS  인간의 조건 허경환  헤어 스타일링 및 출연
- SBS  오마이베이비 김태우  헤어 스타일링

### 영화
- 박해일 영화 헤어스타일링 10억, 굿모닝 프레지던트, 디 엔드, 이끼, 심장이 뛴다, 모던보이, 괴물, 연애의 목적, 인어공주, 소년, 천국에 가다
- 김영호 영화 헤어스타일링 부산, 밤과 낮(베를린 영화제 남우주연상 후부) 방울토마토
- 정진영 영화 헤어스타일링 님은 먼 곳에, 즐거운 인생, 왕의 남자
- 김명민 영화 헤어스타일링 무방비 도시, 리턴
- 영화 식객 헤어스타일링 총 디렉터 (이하나, 김강우, 임원희)(2006)
- 영화 극락도 살인사건 헤어스타일링 총 디렉터 (박해일)
- 영화 복면달호 헤어스타일링 담당
- 영화 제보자 헤어스타일링 총 디렉터 (박해일)
- 영화 나의 독재자 헤어스타일링 총 디렉터 (박해일)
- 영화 쎄시봉 헤어스타일링 담당 (장현성)

### 앨범/뮤직비디오
- 조성모 7집 ‘영원한 하나’뮤직비디오 헤어 디렉팅
- 피아니스트 이루마‘Movement On a theme by Yiruma 앨범 작업 헤어스타일링 담당
- 피아니스트 김정원 앨범 자켓 헤어스타일링 담당
- 가수 김경호 2집 앨범 Hair 스타일링 작업
- 가수 김현정 1집 앨범 Hair 스타일링 작업
- 가수 김진표 앨범 Hair 스타일링 작업
- 가수 김원준 앨범 Hair 스타일링 작업
- 가수 김형중 2집 ‘그녀가 웃잖아’ 공형진, 남상미편(2005)
- THE NAME M/V - THE NAME(양조위편) 류승범 hair 스타일링 담당
- 조성모 M/V - 신은경, 권상우, 정준호편 Hair 스타일링 담당
- 드라마 순수의 시대 O.S.T M/V hair 스타일링 담당
- WAX M/V 부탁해요 편 뮤직비디오 Hair 스타일링 담당
- 그룹 쥬얼리 앨범 자켓 및 스타일링 작업
- WAX M/V - 화장을 고치고 HAIR 스타일링 담당
- 이승환 M/V - 캐롤 스타일링 담당
- 이승환 M/V - 약속(체코편) 스타일링 담당
- 가수 베이비복스 앨범자켓 헤어 스타일링 작업(2001)
- 버스커버스커 뮤직비디오 및 앨범 총괄 디렉팅1집 2집
- god 김태우 싱글앨범 .둘이면   헤어스타일 메이크업 디렉팅
- KIXS 싱글앨범 및 뮤직비디오 헤어, 메이크업 총괄디렉팅

### CF 및 광고
- 동서식품
- 액티언 - 박해일 스타일링
- 맥심커피 CF 박해일 헤어연출
- 코넬 CF 헤어 연출
- 프뢰벨 CF 헤어 연출
- 파파이스 CF 장신영 헤어 연출
- Ginmifive 지면광고 헤어연출
- 오렌지 Park CF 구준엽, 채연
- 경동 보일러 정진영 CF
- 월드컵 CF Hair 스타일링 작업
- TTL Ting 보아 선물편 CF Hair 스타일링 담당
- 푸르덴셜 생명 CF 맥도날드 CF/ 다수의 연예인 헤어 연출
- TTL팅 - 우주선편 Hair스타일링담당
- TTL팅 - 별나라편 Hair 스타일링 담당
- SK - ENTRAC : 성룡 방콕편 CF Hair 스타일링 담당
- 스피드 011 - 붉은 악마 편 CF Hair 스타일링 담당
- 월드콘 CF - 4편외 다수의 작품 헤어 담당 / 다수의 연예인 Hair 스타일링 담당
- 앱손 스타일러스 프린터 CF Hair 스타일링 담당
- 칠성사이다 CF/환타 CF HAIR/두타 CF HAIR/아디다스 CF HAIR 스타일링 담당
- TTL팅 - 학교편 CF HAIR 스타일링 담당
- 마프러스 CF HAIR 스타일링 담당
- L.G 생활건강 더블리치 패키지 촬영 (염모제) 칼라링 헤어스타일링 작업
- kT 기가 산다 편 CF 헤어스타일링 디렉터

### 잡지&화보
- 더스타일, 싸비, 레몬트리 헤어 트렌드 2월호
- 오뜨웨딩 헤어 연출 4월
- 뷰티클럽 헤어 연출 4월
- 태평양 Lope 향장지 6,7월
- 르, 마리아쥬 표지 7월
- 피가로 FASHION 화보촬영
- 시세이도 HAIR 지면화보촬영

### 매거진 인터뷰
- (2003년) 마리끌레르 인터뷰 7월호 동아일보 F/W Trend 관련 인터뷰 뷰티라이프 12월 인터뷰
- (2004년) 마이웨딩 4월 슈 어 4월 스타 헤어 장신영 신디더 퍼키 4월 유명연예인 헤어 디자이너 여성조선 5월 여성조선 인터뷰 6월 신디더 퍼키 7월호 싸 비 8월호 얼루어 8월 신디더 퍼키 9월 헤어스타일링 제안 키키 9월 lovely allure 헤어스타일링 마리끌레르 9월
- (2005년) 7월 퀸 '유명인사가 다니는 숍' 인터뷰 9월 엘르 'STARS BY STAR MAKERS' 유인영 화보 쎄씨 1월/ 마리끌레르 2월/ 엘르9월 Stars by Star Makers 신디더 퍼키 9월 헤어스타일링 제안/ 뷰티클럽 10월/ 오뜨웨딩 10월 네이버 10월/ 럭셔리 10월/ 레이디경향 10월/ 노블레스 10월 앙앙10월/ 여성조선 11월
- (2006년) 바자 3월 로레알 프로페셔널 파리가 연출하는 ‘fun 스타일링’ play ball 오뜨 4월, 매일경제 [People] 미용 프로 4인방이 뭉쳤다" 5월 여성조선 7월 "Book in Book"정준(원장), 마이웨딩 8월 인터뷰
- (2007년) 보그, 바자, 에스테티카, 쎄씨, 얼루어, 헤어그라피, 인스타일, 여성조선, 오뜨웨딩, 마이웨딩 6월 에스테티카 디자이너 명품시장 7월, 9월 여성조선 체인징유
- (2008년) 보그, 에스테티카, 쎄씨, 헤어그라피, 여성조선, 오뜨웨딩, 마이웨 일간스포츠 2월 ‘청담동 미용실’ 인맥을 쌓고 스캔틀은 퍼진다 데일리안/ 뉴시스/ 국민일보 헤어트렌드 기사/ 멘즈헬즈 5월 남성 헤어이슈 인터뷰 뷰티클럽 11월/ 럭셔리 12월 헤어트렌드 인터뷰
- (2009년) 2월 중앙일보/ 조선일보 행복플러스 헤어 인터뷰 2월 여성중앙 아줌마 헤어 탈출 인터뷰 4월 럭셔리 청담동 유명 원장 스페셜 인터뷰
- (최근)[언제?] 인스타일 5월 '108 best BEAUTY buys hair' 인터뷰 에스테티카 6월 디자이너 명품시장 인터뷰 여성조선 독자변신 고정칼럼 'Changing You' 진행
- MBC Life 매거진 2012~2013년 약 1년간 최시원편 김영호편 울랄라세션편 등등,,연예인 스타일 고정컬럼 연재